# ホーム・ポン
ホーム・ポン（HOME-PONG）は、アタリが発売していたアーケードゲーム『ポン』を、家庭用ゲーム機として1975年に作り直したもので、アタリ初の家庭用ゲーム機でもある。なおアーケード用『ポン』とその概要は『ポン』を参照。

## 歴史
『ホーム・ポン』は1974年にその構想が練られ、技術部長のアラン・アルコーン、集積回路に詳しいハロルド・リー、ボブ・ブラウンらによって提案・設計された。設計中は社内の魅力的な女性にちなみ「ダーリネ」というコードネームで呼ばれたが、以後アタリではコードネームに女性名を使う事になった
回路は、後述するシアーズへの説明用には従来通りの基板を使ったが、量産時は前述の集積回路で作った為、たった3個の集積回路だけいう、今までと比べ物にならない程の小型化を実現した。ゲーム自体は『ポン』1種類しか遊べない。また一般に家庭用ゲーム機のデザインは、長方形とコントローラーをコードでくっつけたものが多いが、『ホーム・ポン』はラケットを動かすためのパドルが本体上部の斜面に付いており、どこから見ても長方形に見えにくいという、当時としては比較的凝ったデザインとなっている。

### シアーズによる生産協力
同年秋のコンシューマー・エレクトロニクス・ショーにおいてデモンストレーションが行われたが、同年製造中止となった「オデッセイ」の失敗を受け、小売店はこの家庭用ゲーム機には興味を示さなかった。しかし、大手百貨店シアーズ・ローバックのスポーツ用品バイヤーであるトム・クインは、ショーの直後にアタリのノーラン・ブッシュネルと接触、クリスマス商戦までにどれだけのゲーム機を生産できるか訪ね、75,000台くらいと答えたブッシュネルに対して、シアーズが必要とする15万台の生産に必要な費用を負担する代わりに、シアーズによる家庭用『ポン』の独占販売を提案した。いくら急成長中のアタリでも15万台は無理だったので、ブッシュネルはこんな事もあろうかと、とりあえず知り合いになっていたセコイアキャピタル社のドン・バレンタインにダメモトで依頼すると、バレンタインが気に入って協力してくれた。

### 発売後
そして1975年のクリスマスと言えば『ポン』と言えるほど、『ホーム・ポン』を待ち望む人々が店の前に列をなすこととなり、15万台は完売した。シアーズの1975年のヒット商品はアディダスのスニーカーだったが、1976年の初頭は『ホーム・ポン』がその座を得た。これに気をよくしたアタリは他にも、ポンシリーズや『ビデオピンボール』を家庭用ゲーム化、シアーズとの協力関係は2年続いた。だがこの大成功に気がついたマグナボックス社は、『ポン』がオデッセイの著作権侵害だとして、訴訟の動きを起こす事になる。その話は「オデッセイ」を参照。
なおシアーズから発売した商品名は、『ホーム・ポン』に『テレゲームズ』（TELE-GAMES）、『ポンダブルス』に『ポンIV』など、アタリとは異なる別称がつけられている。